# Comtat de Wassenberg
El comtat de Wassenberg fou una jurisdicció feudal del Sacre Imperi Romanogermànic sorgida vers el 1030 quan el pagus d'Hattuaria i probablement el de Moilla foren concedits a dos germans exiliats procedents d'Anthonium (Antoign) de nom Gerard i Rotger i de malnom (els dos) Flamens.
Roger va rebre el castell de Wassenberg i va agafar el títol de comte de Wassenberg. El seu germà Roger o Rutger va rebre Clive (Clèveris).
Gerard va governar uns vint anys (fins vers 1053) i el va succeir el seu fill anomenat Dieteric o Thierry Flamens que va morir el 1082; llavors el país fou ocupat per un Godofreu potser el comte d'Amblavia (Hamaland?) que el va dominar uns anys. El seu fill Gerard II Flamens va recuperar part de Wassenberg (Hattuaria) i en fou reconegut comte el 1087. Un germà seu de nom Gosuí (Goswin) s'havia apoderat de Heinsberg (1085) i fou el tronc dels senyors de Heinsberg; un tercer germà, Enric apareix com a senyor de Krieckenbeck fins al 1138. El 1096 Gerard II fou nomenat com a comte (Gerard I) de Gueldre (el comtat de Gueldre s'havia creat pocs anys abans) i va unir Gueldre i Wessenberg en una única entitat sota el nom de Gueldre. La branca de Clèveris es va mantenir en els seus territoris i encara va adquirir nous territoris durant les lluites del 1082 al 1087. L'arquebisbat de Colònia apareix després amb la possessió del pagus de Moilla.